# Île du Nord (Australie-Occidentale)
Pour les articles homonymes, voir Île du Nord (homonymie).
L’île du Nord (en anglais: North Island) est l'île la plus septentrionale de l'archipel d'Houtman Abrolhos, un groupe de récifs coralliens situé dans l'océan Indien à 57 kilomètres au large des côtes de la région du Mid West en Australie-Occidentale et à 109 kilomètres au nord-ouest de la ville de Geraldton. Située à environ 14 kilomètres du groupe d'îles la plus proche, c'est l'une des plus grandes îles de l'archipel et l'une des rares à posséder des dunes. Elle possède une flore relativement diversifiée dominée par des arbustes chénopodes et une faune qui comprend le wallaby de l'île Eugène introduit par l'homme sur l'île, environ 7 espèces de reptiles et 15 espèces d'oiseaux résidents.
Découvert et arpentée en 1840, l'île du Nord a été un camp saisonnier pour les pêcheurs de langoustes à partir du début du xxe siècle, cette pêche étant encore la principale activité humaine sur l'île. Il y a également un peu de tourisme, mais dans sa plus grande partie, elle est réservée à la conservation de la végétation et des communautés d'oiseaux rares.

## Histoire

### Découverte
La première observation connue de l'île a eu lieu en mai 1840, pendant la traversée de la troisième expédition du HMS Beagle, commandée par John Clements Wickham. Celui-ci l'aperçut depuis le sommet de Flag Hill sur l'île de Wallabi est au début du mois de mai, alla l'explorer le 22 mai et lui donna son nom à cause de « sa position par rapport au reste de Abrolhos Houtman ». Avant de quitter l'île, Wickham laissa une lettre dans une bouteille au sommet de la colline la plus haute, colline qu'il baptisa en conséquence Record Hill (Colline de l'enregistrement).
Une carte de l'île est parue en 1845 sur une carte de l'Amirauté britannique intitulée « The Rocks Houtman ». L'année suivante, le lieutenant de Wickham, John Lort Stokes, publia le premier écrit sur l'île dans Discoveries in Australia (Découvertes en Australie(. Il avait écrit:

« L'île mesure environ un mile de large et est presque circulaire. Elle est entourée par une chaîne de collines, avec une étendue plate au centre, recouverte de broussailles denses d'où s'envolaient un grand nombre de cailles nous offrant un bon moyen de faire du sport, mais pas un seul wallaby. »

### Développement économique
La pêche à la langouste australienne s'est développée sur l'île en début du xxe siècle. Il y a encore des vestiges sur l'île d'un campement utilisé par les pêcheurs dès 1902 et l'île a servi pendant de nombreuses années de lieu de mouillage. Il a fallu attendre 1947 pour qu'un campement saisonnier soit habité en permanence. Selon un ancien pêcheur local, le premier camp a été établi par les skippers George Barker et George Nelson et le matelot John Long, qui ont déménagé là quand les grosses langoustes sont devenues rares autour de Pigeon Island. Ils se sont installés à l'extrémité sud de l'île dans un campement construit au départ avec des planches de récupération. Un bateau transporteur local, le Margaret Betty, fournissait le camp. D'environ 40 habitants saisonniers en 1940, la population a augmenté à environ 130 en 2003. Un terrain d'aviation a été construit en 1979.

### Visites de naturalistes
Un certain nombre de naturalistes ont visité l'île, à commencer par l'expédition sur les îles Abrolhos de la Percy Sladen Trust en 1913. Cette expédition a passé peu de temps sur l'île du Nord, car il y avait peu de choses à y collecter et d'autres îles apparaissaient mieux adaptées à leur travail. Des membres de l'expédition ont néanmoins publié des informations substantielles sur l'île, y compris une description de sa géographie physique et une liste des vertébrés.
L'ornithologue australien Dom Serventy a visité l'île en 1945, mais n'en a laissé aucun compte-rendu. En 1959, un groupe de zoologistes de l'université d'Australie-Occidentale de zoologie, accompagné par la botaniste anglaise Gillham Marie, s'est rendu sur l'île ; un bref article sur sa géographie physique, sa végétation et sa faune de vertébrés a été publiée l'année suivante par Glen Storr. Parmi les visiteurs plus récents, on peut citer PR Howden en 1974, Robert Taylor, Ivan-Prince en 1976, Ronald Eric Johnstone en 1981 et 1983, Phillip Fuller en 1992 et Judith Harvey et Vanda Longman en 1999.

## Géographie

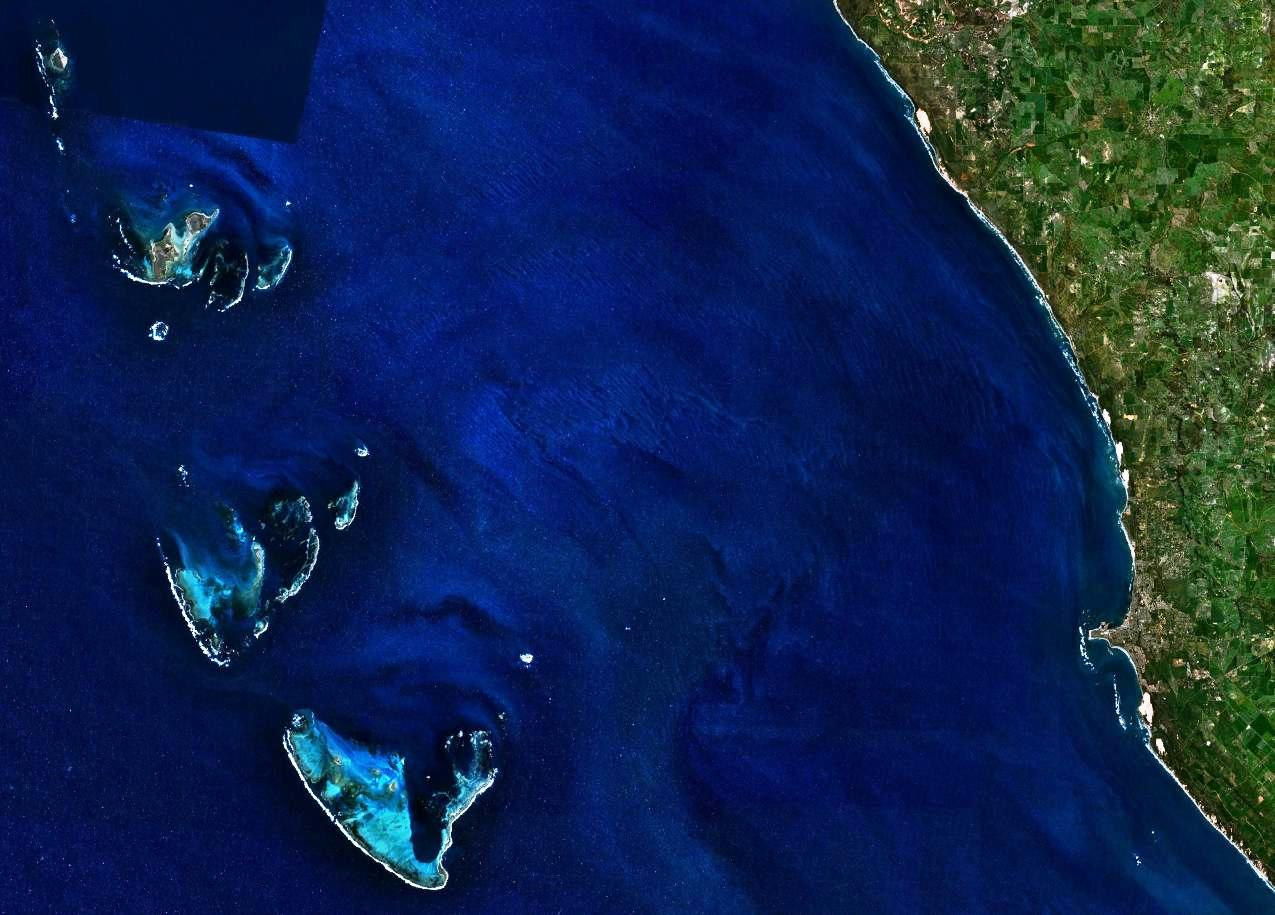
Vue de l'espace d'Houtman Abrolhos et de la côte d'Australie-Occidentale; L'île du Nord est dans le coin en haut à gauche.

L'île du Nord est une île isolée, séparée de ses plus proches voisines du groupe Wallabi par les 14 km de large du South Passage. Malgré cette distance, elle est parfois considérée comme faisant partie de ce groupe. Elle a à peu près la forme d'un ovale et mesure environ 2 km de long du sud au nord, et 1,5 d'ouest en est ce qui lui fait une superficie d'environ 180 hectares.
Les deux points les plus hauts sont nommés Record Hill et Latitude Hill. Ce sont les seuls endroits de l'île ayant reçu officiellement un nom bien que certains autres lieux caractéristiques aient reçu des noms informels : Les points les plus au nord et au sud de l'île ont été ainsi appelés North Point et South Point respectivement et, en 1960, une dune dans le nord-ouest de l'île a été dénommée Northwest Hill.
Sur la côté est se trouve le camp de pêcheurs. Il y a un phare -sans nom- sur la côte ouest, une balise de triangulation sur la côte orientale et une piste d'aviation gravillonnée près du centre.

Carte de l'île du Nord. Lire le texte pour les détails.

L'île est entourée par un récif plat de corail. Le plateau s'étend sur environ 1,5 km à l'ouest de l'île, et plus de 3 km au nord et au sud, mais le récif s'arrête assez près de l'île sur la côte orientale. La plupart des plateaux ne sont pas navigables, mais il existe un passage à travers le récif, juste au nord de l'île, dénommé passage de la baie Suda, et un autre juste au sud de l'île nommé passage Barker, et il y a quelques échancrures ou chenaux sur le côté oriental de l'île où les bateaux peuvent venir chercher un abri par mauvais temps. Une zone de récifs située immédiatement au nord de l'île est nommée The Flat et à l'extrême nord se trouve un brisant nommé The Big Breaker. Environ 200 m à l'ouest de l'île, se trouve un petit récif officieusement connu sous le nom de Shag Rock mais sans nom officiel, à ne pas confondre avec le Shag Rock du groupe Wallabi, situé plus au sud.
Comme le reste de l'archipel Houtman Abrolhos, l'île du Nord est un territoire australien. Elle fait partie de l'Australie-Occidentale et est située dans la circonscription électorale fédérale de Durack et dans le district de Geraldton Elle fait partie de la réserve naturelle d'Houtman Abrolhos Nature, une réserve de classe A gérée par le ministère des Pêches d'Australie-Occidentale.

### Géographie physique
Le sous-sol de l'île du Nord est formé par une plate-forme de calcaire corallien qui sous-tend l'ensemble du Groupe Wallabi. Reposant sur un plateau sous-marin, elle mesure environ 40 m d'épaisseur et s'est formée au quaternaire. Les zones actuellement apparentes de la plate-forme centrale, à savoir l'île de Wallabi Ouest, l'île de Wallabi Est et l'île du Nord, se sont formées à l'Éémien (il y a environ 125 000 ans), lorsque le niveau des mers était plus élevé qu'à l'heure actuelle.
Le sous-sol de l'île du Nord ne dépasse pas pour sa plus grande partie 1,5 m au-dessus du niveau de la mer. Une grande partie est d'abord recouverte par de l'éolianite, et presque toute l'île est recouverte de sable, mais il reste quelques affleurements. Le bord sud de l'île, par exemple, se présente sous la forme d'une falaise basse, qui est gravement endommagée par la mer en de nombreux endroits.
Il y a de vastes dunes non consolidées datant de l'Holocène le long des côtes ouest et est de l'île. La topographie de ces dunes varie avec le temps : en 1913, Dakin a noté que les dunes de l'est de l'île étaient nettement plus hautes que les dunes de l'ouest, mais en 1960 Storr trouve que celles de l'est ont été sévèrement érodées, apparemment en raison d'un feu qui a détruit une grande partie de la végétation de l'île en 1935. Le centre de l'île est occupé par une plaine avec une doline dans son coin sud-ouest et un lac salé près de sa limite nord. Le sol dans le centre de la plaine une mince couche de limon, plus épaisse en périphérie et largement composée de fragments de coquilles.

### Climat
En 2007, le Bureau australien de météorologie n'avait pas encore publié de données climatiques sur l'île du Nord, mais une station météorologique automatique installée sur l'île depuis 1990 fournit des relevés horaires de précipitations, de température de l'air, de vitesse du vent, de direction du vent, d'humidité relative et de pression atmosphérique accessibles au public. C'est la seule station météorologique dans l'archipel Houtman Abrolhos. En se basant sur ces données, le climat de l'archipel a été classé climat méditerranéen avec des étés chauds et secs et des hivers doux et humides. La température moyenne va de 9,3 °C à 19,5 °C en juillet et de 19,1 °C à 32,4 °C en février. C'est une plage nettement plus réduite que sur le continent : les températures estivales y sont généralement basses tandis que les températures hivernales y sont plus chaudes. Cela est dû à l'influence de l'océan, en particulier du courant de Leeuwin.
Quatre-vingt-six pour cent des précipitations tombent sur l'île entre avril et septembre. Il y a en moyenne 89 jours de pluie par an et 469 mm de précipitations annuelles. Le mois le plus pluvieux est juin où il tombe généralement plus de 100 mm de pluie. En revanche, il tombe généralement seulement environ 70 mm entre octobre et mars.
L'île est presque toujours balayée par les vents. Pendant l'été, une zone de haute pression située au sud de l'île, donne des vents persistants du sud-est ou du sud-ouest d'une vitesse supérieure à 30 km/h près de la moitié du temps. En automne et en hiver, la zone de haute pression remonte vers le nord, augmentant la pression atmosphérique sur les îles et donnant des vents variables. L'hiver tend à connaitre à la fois les plus fortes tempêtes et les périodes les plus fréquentes de calme. En plus de ces vents, des brises de terre soufflent quotidiennement dans la matinée suivies par l'apparition de brise de mer du sud-ouest dans l'après-midi. Ces brises sont causées par des différences de température entre la terre et l'océan. Elles ne sont cependant pas aussi fortes que sur le continent.
La région est soumise à trois classes de tempête. De brèves bourrasques peuvent survenir entre décembre et avril. Un cyclone tropical traverse la région environ tous les trois ans, entre janvier et avril ; celui-ci peut générer des vents extrêmement violents potentiellement destructeurs. En hiver, des cyclones extratropicaux passant au sud de Geraldton, peuvent donner des tempêtes d'hiver, avec des rafales allant jusqu'à 120 km/h soufflant d'abord du nord-ouest avant de tourner progressivement vers le sud.

## Flore
La plus grande partie de l'île du Nord est couverte par des arbustes de chénopodes, généralement de moins d'un mètre de haut. La végétation des plages est largement dominée par Spinifex longifolius, Salsola kali, Atriplex cinerea et la naturalisée Cakile maritima. Les dunes végétalisées sont stabilisées par Atriplex paludosa, Scaevola crassifolia, Olearia axillaris, Myoporum insulare et Exocarpos sparteus. Les zones abritées derrière des dunes voient pousser Salsola kali, Myoporum insulare ainsi que Nitraria billardierei ce dernier étant la seule espèce de l'île à croître au-dessus de 1,5 m de haut. Dans les zones où le calcaire est proche de la surface, la végétation se compose de Pimelea microcephala, Spyridium globulosum et Acanthocarpus preissii.
Le bord de la plaine centrale est couvert par un réseau dense de broussailles comme Rhagodia baccata, Atriplex paludosa et Threlkeldia diffusa. Plus près du centre, la végétation se compose de Frankenia pauciflora, Muellerolimon salicorniaceum et Tecticornia arbuscula mais T. arbuscula est remplacé par Tecticornia halocnemoides là où le sol est peu profond. La partie la plus basse de la plaine centrale, au sud du lac salé, qui est gorgée d'eau en hiver, est couverte par un tapis dense de Sarcocornia quinqueflora, Sporobolus virginicus et Suaeda australis.
Les communautés de végétation poussant sur les dunes, le calcaire et le lac salé de l'île du Nord sont considérées comme importantes à conserver Les deux premières ont une grande biodiversité, sont très sensibles aux perturbations et se régénèrent lentement. La végétation du lac salé est considérée comme importante en raison de la rareté des lacs salés sur les îles au large.
Selon une étude parue en 2001, on peut citer parmi les plantes vasculaires poussant sur l'île
| - Acanthocarpus preissii - Actinobole condensatum - Atriplex cinerea - Atriplex paludosa - Austrodanthonia caespitosa - Austrostipa crinita - Austrostipa variabilis - Avena fatua (naturalisée) - Brachyscome ciliaris - Bromus arenarius - Bromus diandrus (naturalisée) - Bromus hordeaceus (naturalisée) - Bromus madritensis (naturalisée) - Bulbine semibarbata - Cakile maritima) (naturalisée) - Calandrinia calyptrata - Carpobrotus virescens - Chenopodium murale (naturalisée) - Crassula colorata - Cynodon dactylon (naturalisée) - Daucus glochidiatus - Dodonaea aptera - Enchylaena tomentosa - Eragrostis dielsii - Erodium cicutarium (naturalisée) - Erodium cygnorum | - Euchiton sphaericus - Euphorbia tanaensis - Exocarpos sparteus - Ficinia nodosa - Frankenia pauciflora - Grevillea argyrophylla - Helichrysum luteoalbum - Hordeum murinum subsp. leporinum (naturalisée) - Hornungia procumbens (naturalisée) - Juncus bufonius (naturalisée) - Malva parviflora (naturalisée) - Melilotus indicus (naturalisée) - Mesembryanthemum crystallinum (naturalisée) - Muellerolimon salicorniaceum - Myoporum insulare - Nicotiana occidentalis subsp. hesperis - Nitraria billardierei - Olearia axillaris - Parapholis incurva (naturalisée) - Parietaria debilis - Phalaris minor (naturalisée) - Pimelea microcephala - Plantago debilis - Podotheca angustifolia - Rhagodia baccata - Rhagodia latifolia | - Rostraria cristata (naturalisée) - Salsola kali (naturalisée) - Sarcocornia quinqueflora - Scaevola crassifolia - Schenkia australis (naturalisée) - Senecio glossanthus - Senecio pinnatifolius - Setaria dielsii - Sonchus oleraceus (naturalisée) - Spergularia rubra (naturalisée) - Spinifex longifolius - Sporobolus virginicus - Spyridium globulosum - Stackhousia sp. - Suaeda australis - Tecticornia arbuscula - Tecticornia halocnemoides - Threlkeldia diffusa - Thysanotus patersonii - Trichodesma zeylanicum - Triglochin mucronata - Triglochin trichophora - Triticum aestivum (naturalisée) - Vulpia myuros (naturalisée) - Wurmbea monantha - Zygophyllum simile |

## Faune

### Mammifères
On ne connait pas de mammifère terrestre originaire de l'île du Nord. Seul le Lion de mer australien (Neophoca cinerea) vient occasionnellement se reposer sur les plages de l'île et on a suggéré que l'île avait déjà eu une population autochtone de Wallaby de l'ile Eugène (Macropus eugenii).
Stokes a clairement affirmé que l'animal était absent sur l'île du Nord en 1840 et il n'a pas été noté non plus par l'expédition de Percy Sladen Trust en 1913. Il a été apparemment introduit sur l'île dans les années 1920, les premiers pêcheurs ont rapporté l'avoir vu entre 1928 et 1930. Cette introduction a échoué, probablement à cause du surpâturage. L'espèce n'a pas été retrouvée par Serventy au cours de sa visite de 1945, ni par Storr, en 1959, mais ce dernier a trouvé nombre d'ossements de l'animal, la plupart du temps des mandibules. Storr a estimé que ces restes dataient d'avant l'introduction de l'animal dans les années 1920, ce qui donne à croire que la population de Wallaby originaire de l'île s'y est éteinte avant 1840. Albert Russell Main a partagé ce point de vue mais cette théorie n'a pas été acceptée par la suite par les chercheurs,.

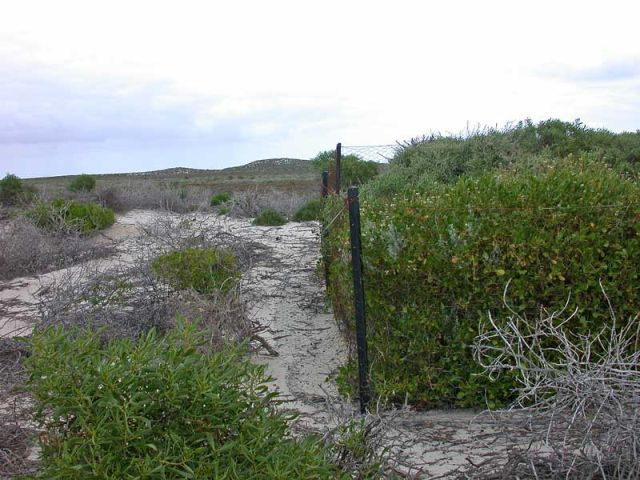
Une grande partie de l'île du Nord a été fortement surexploitée par les Wallabies. Noter la différence de densité de végétation de chaque côté de la clôture.

En 1985, cinq Wallabies de l'île Eugène ont été introduits sur l'île du Nord et s'y sont implantés avec succès. Les raisons possibles de ce succès incluent l'absence du prédateur naturel de ces wallabies, la sous-espèce régionale du python tapis (Morelia spilota imbricata) ; la mise à disposition de nourriture supplémentaire et d'eau par les pêcheurs qui sont présents pendant la période de l'année la plus dure et la présence de la piste d’atterrissage, qui leur fournit apparemment de la nourriture supplémentaire. Dès les années 2000, il y avait plus de 450 wallabies sur l'île. Le surpâturage et l'annélation de la végétation indigène, en particulier dans la zone incendiée en 1935, ont réduit la couverture végétale et provoqué un sérieux déclin dans les populations de certaines espèces végétales. En 2003, les habitants de l'île ont demandé au ministère de la Conservation et la gestion des terres (CALM; maintenant le ministère de l'Environnement et Conservation) de les aider à gérer le problème. Du personnel du ministère a visité l'île en avril et en mai de la même année et recommandé une étude sur le contrôle de la population par utilisation de contraceptifs implantés. L'étude de cette option a débuté en 2005 mais a été arrêtée en juillet 2007. Environ 60 wallabies ont été retirés pour être fournis à des établissements d'enseignement à des fins de recherche, et l'abattage a commencé. En février 2008, la population de wallabies avait été réduite à environ 25 individus.
Le seul autre mammifère connu sur l'île est la souris domestique naturalisée (Mus musculus). Huit lapins de garenne (Oryctolagus cuniculus) ont été introduits en 1934, et étaient estimés « extrêmement nombreux » en 1945, mais en 1960 ils avaient disparu, apparemment par suite de la prédation par les chats sauvages. Il n'existe plus ni lapins, ni chats sur l'île.

### Reptiles
Parmi les reptiles connus comme vivant sur l'île du Nord, on peut citer les geckos Heteronotia binoei, le gecko Christinus marmoratus, le dragon barbu de l'est (Pogona barbata), les scinques Egernia kingii, Ctenotus australis, Lerista praepedita et Menetia greyii et le Pogona Pogona minor minima. Le Python tapis a été signalé sur l'île en très petite quantité avant 1960 mais il n'a jamais été observé par les naturalistes et a maintenant disparu.
La Tortue verte (Chelonia mydas) a été observée en grand nombre près du rivage et on a prétendu qu'elle se reproduisait sur l'île, mais cela n'a jamais été vérifié. Si cela était vrai, alors l'île du Nord serait le site de reproduction le plus au sud en Australie-Occidentale.

### Oiseaux
Les oiseaux les plus souvent mentionnés sur l'île du Nord sont la sous-espèce scintillans du Turnix bariolé une sous-espèce rare de Turnix varius trouvée seulement dans le Groupe Wallabi et protégée en vertu de la Loi sur la faune de 1950 et la Colombine élégante (Phaps elegans), les deux oiseaux les plus communs sur l'île du Nord, alors que les populations du continent sont à la baisse.
Parmi les autres oiseaux qui se reproduisent sur l'île du Nord, on peut citer le Balbuzard pêcheur (Pandion haliaetus cristatus), la Sterne huppée (Thalasseus bergii), la Sterne caspienne (Hydroprogne caspia), la Mouette argentée (Chroicocephalus novaehollandiae novaehollandiae) et l'Hirondelle messagère (Hirunda neoxena). Parmi les oiseaux généralement considérés comme résidents sur l'île mais ne s'y reproduisant pas, on peut citer l'Aigrette sacrée (Egretta sacra), le Pygargue blagre (Haliaeetus leucogaster), Pluvier à tête rousse (Charadrius ruficapillus), la Sterne néréis (Sterna nereis nereis), le Pipit austral (Antus australis) et le Zostérops à dos gris (Zosterops lateralis chloronotus). L'Huîtrier fuligineux (Haematopus fuliginosus fuliginosus) et l'Hirondelle à dos blanc (Cheramoeca leucosterna) ont rarement été observés en tant que résidents sur l'île.
Les oiseaux visiteurs les plus communs sur l'île sont la Barge rousse (Limosa lapponica baueri), le Chevalier de Sibérie (Tringa brevipes), le Tournepierre à collier (Arenaria interpres interpres), le Bécasseau à col roux (Calidris ruficollis) et le Bécasseau cocorli (Calidris ferruginea). Parmi les autres visiteurs observés figurent le Grand Cormoran (Phalacrocorax carbo novaehollandiae), la Crécerelle d'Australie (Falco cenchroides cenchroides), le Vanneau tricolore (Vanellus tricolor), le Pluvier de Leschenault (Charadrius leschenaultii), le Courlis corlieu (Numenius phaeopus variegatus), le Chevalier aboyeur (Tringa nebularia), le Bécasseau sanderling (Calidris alba), le Rhipidure hochequeue (Rhipidura leucophrys leucophrys) et la Mégalure brune (Cincloramphus crural).

## Utilisations humaines
L'ensemble de l'archipel d'Houtman Abrolhos est classé comme réserve naturelle de classe A et est entièrement sous la responsabilité du Ministre de la pêche d'Australie-Occidentale à des fins de « conservation de la flore et de la faune, du tourisme et de l'industrie de la pêche ».

### Industrie de la pêche
L'île du Nord est utilisée principalement par l'homme comme camp saisonnier par les pêcheurs de langoustes. Pendant la saison de pêche, qui s'étend du 15 mars au 30 juin, le camp de l'île du Nord est occupé par environ 130 pêcheurs. Le camp est desservi par un bateau transporteur, le North Islander, qui fait la navette avec l'île tous les trois jours, apportant des fournitures et évacuant le produit de la pêche et les déchets domestiques.